# AEC Reliance
Der AEC Reliance ist ein Omnibusmodell des britischen Herstellers AEC in Southall, West London, England. Das Modell wurde zwischen 1953 und 1979 hergestellt. Insgesamt wurden über 8000 Busse dieses Typs gebaut. Der Name wurde bereits zwischen 1928 und 1931 für ein früheres Modell dieses Herstellers benutzt.
Im Jahr 1953 wurden zwei Prototypen hergestellt. Dabei wurde ein Aufbau von Duple gefertigt, der andere von Park Royal Vehicles. Die Serienproduktion begann 1954 und lief 1981 aus.
Während der Produktionszeit wurde das ursprüngliche Chassis mit einer Länge von 9,14 m zunächst auf 10,9 m (1962) und später auf 12 m verlängert. Zum Einsatz kamen verschiedene Dieselmotoren zwischen 7,7 und 12,4 Liter Hubraum. Der Motor war zwischen den Achsen unterflur angeordnet. Verwendet wurden synchronisierte Getriebe von AEC und ZF sowie ein halbautomatisches Getriebe von AEC. Aufbauten wurden neben Duple und Park Royal Vehicles auch von Marshall und Weymann Motor Bodies geliefert. Beim Aufbau wurden weitgehend kundenspezifische Wünsche berücksichtigt, wie im Vereinigten Königreich üblich war jedoch nur vorn eine Fahrgasttür vorhanden.
Der Reliance stand während seiner Produktionszeit in Konkurrenz zum Leyland Tiger Cub und zum Leyland Leopard, obwohl die Firma AEC 1962 von Leyland Motors übernommen wurde. Ab 1966 verloren sowohl der Reliance als auch der Leopard Marktanteile an den Volvo B58.
In den 2000er Jahren befanden sich noch einige Busse dieses Typs im ÖPNV auf der Insel Malta im Einsatz.

## Fahrzeuge

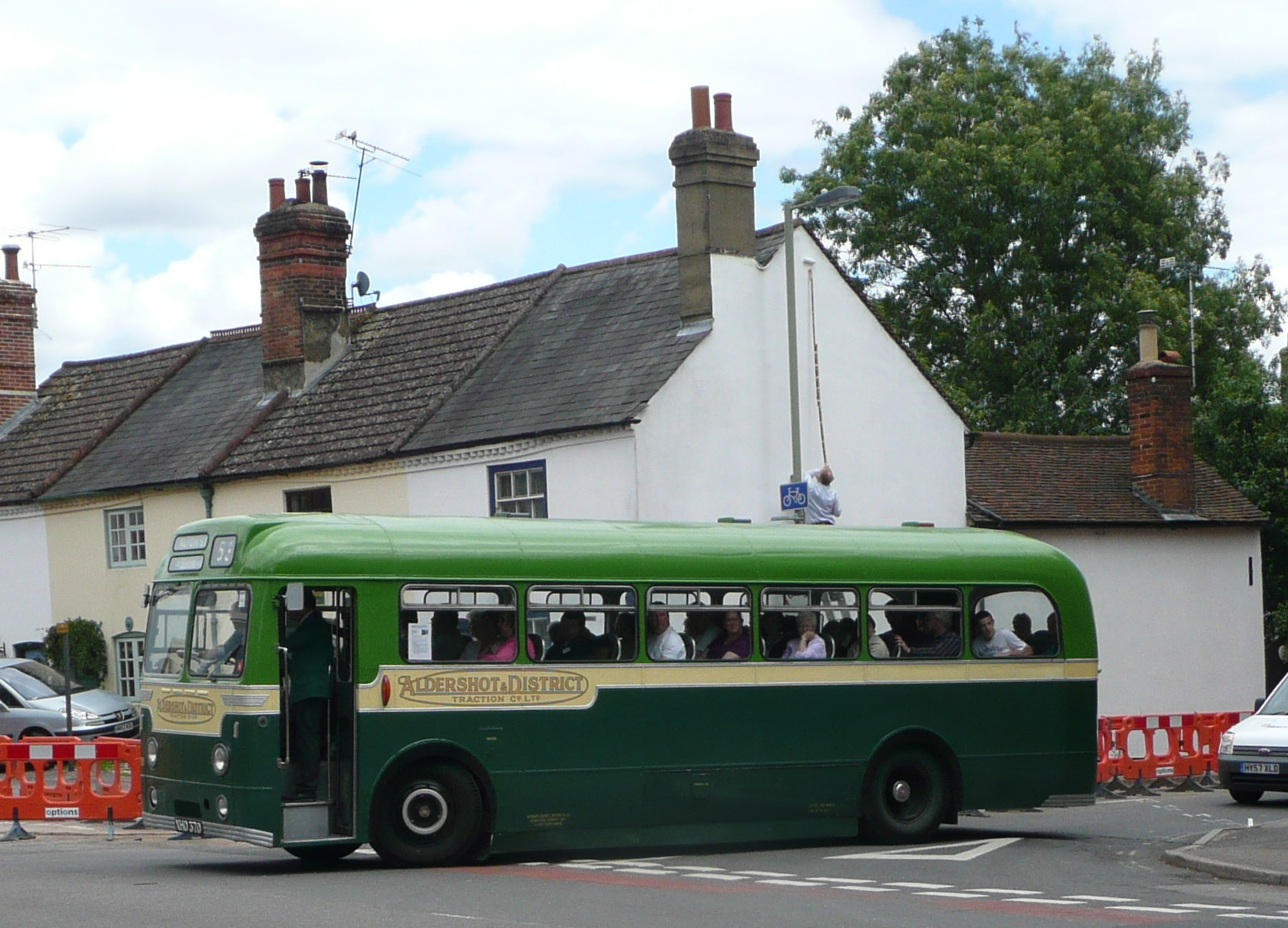
AEC Reliance MU3R mit Aufbau von Strachan als Reisebus, Baujahr 1955, 41 Sitzplätze
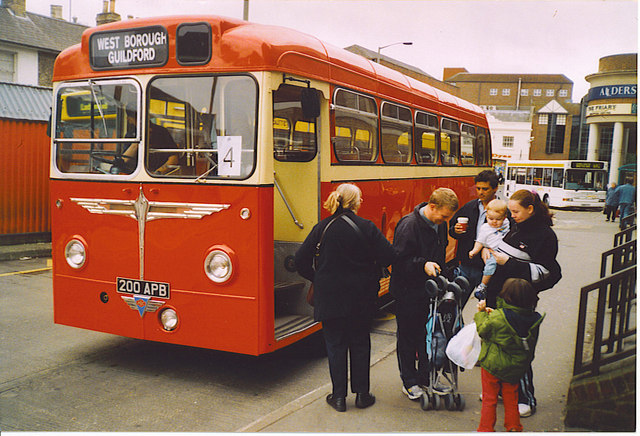
AEC Reliance MU3R mit Aufbau von Burlingham als Stadtbus, Baujahr 1956, 43 Sitzplätze
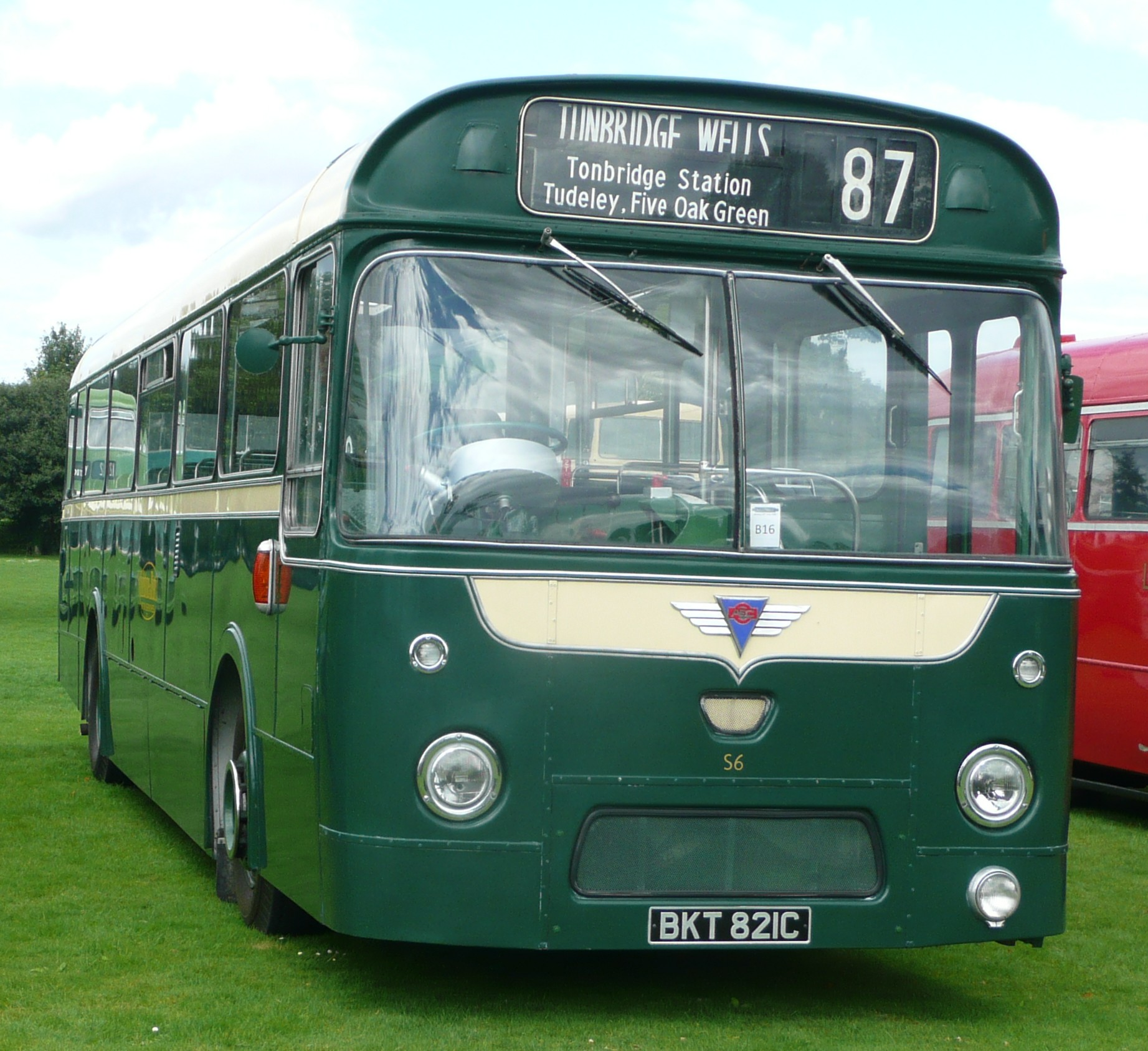
AEC Reliance 2U3R mit Aufbau von Marshall als Stadtbus, Baujahr 1965, 53 Sitzplätze
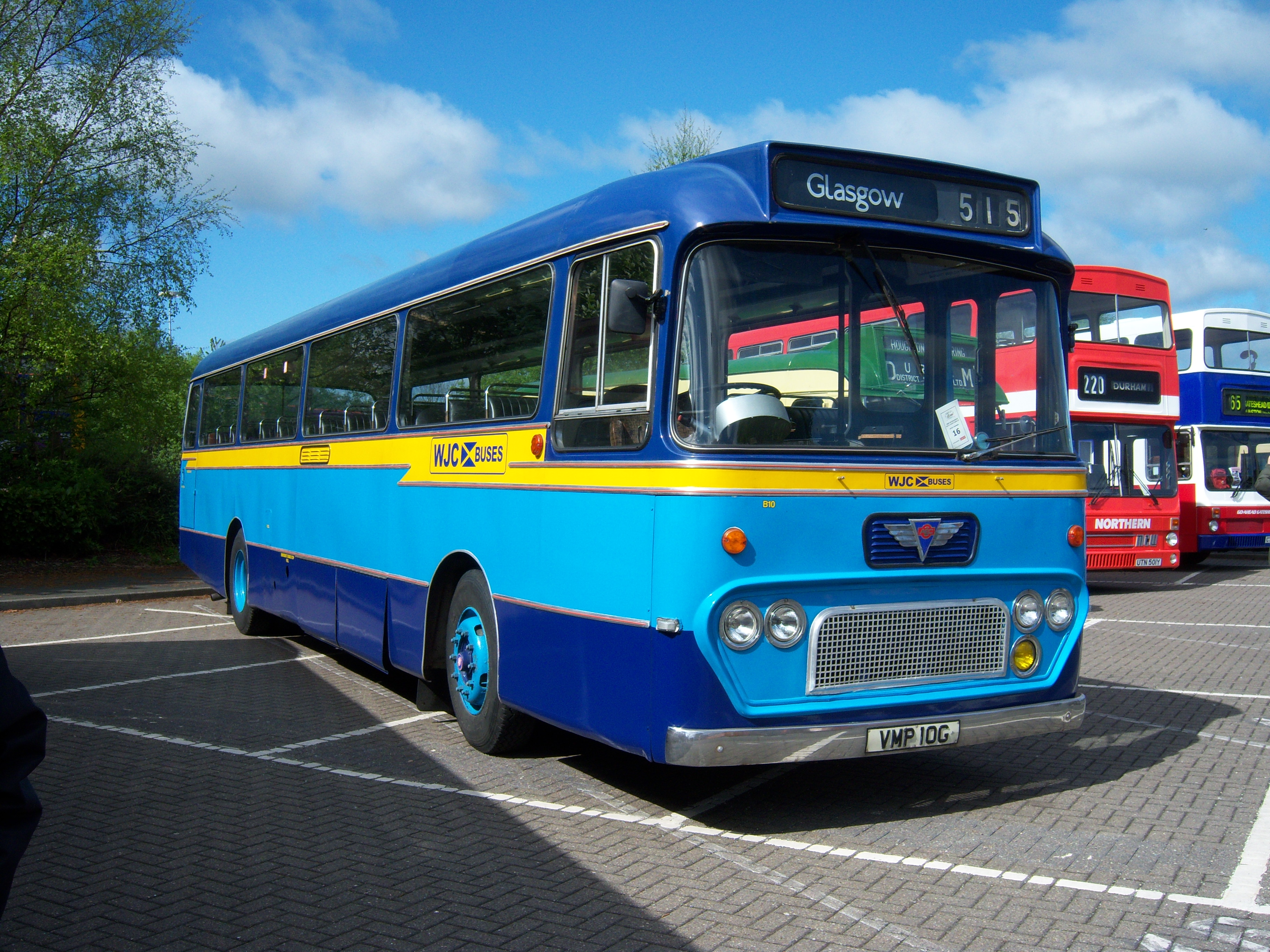
AEC Reliance 6U3ZR mit Y-Aufbau von Alexander als Mehrzweckbus, Baujahr 1969, 57 Sitzplätze
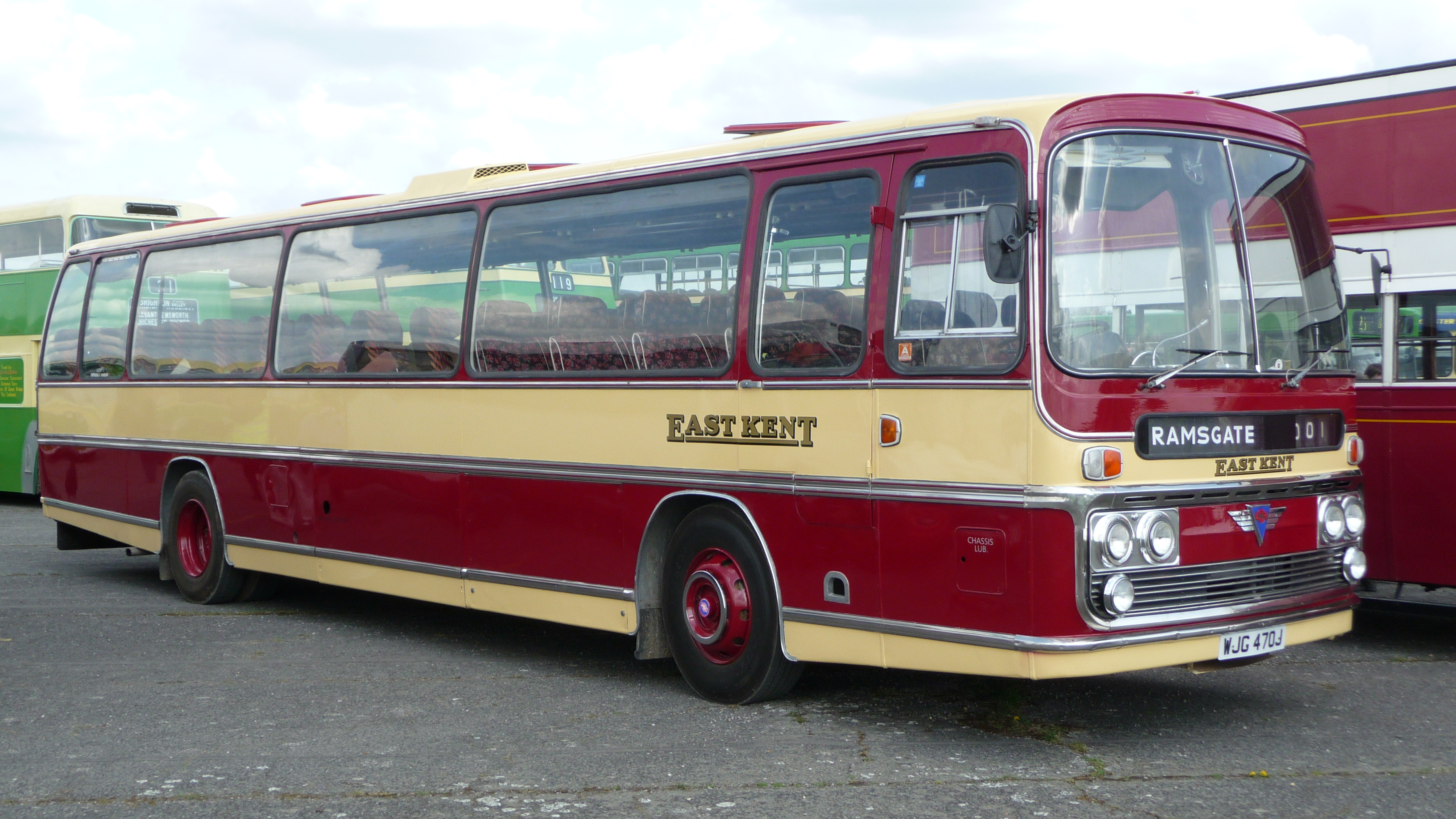
AEC Reliance 6U3ZR mit Panorama-Elite-Aufbau von Plaxton als Reisebus, Baujahr 1971, 53 Sitzplätze